# (29848) 1999 FL24
A (29848) 1999 FL24 a Naprendszer kisbolygóövében található aszteroida. A LINEAR projekt keretében fedezték fel 1999. március 19-én.